# Exophytica
Exophytica – takson ważek z podrzędu Epiprocta i infrarzędu ważek różnoskrzydłych.

## Morfologia

### Owad dorosły
Tułów tych ważek odznacza się zlanymi ze sobą zwojami nerwowymi śródtułowia i zatułowia – to samo rozwiązanie pojawiło się niezależnie w kladzie Euzygoptera wśród ważek równoskrzydłych. Użyłkowanie skrzydeł obu par cechuje się zanikiem żyłki ukośnej dodatkowej dystalnej, przy czym cecha ta obecna jest również u Neoaeshnida i niektórych Petaluridae. W linii Exophytica nastąpił zanik drobnych kolców po grzbietowej stronie drugiej gałęzi wtórnej żyłki medialnej przedniej, stanowiącej odsiebną granicę trójkąta dyskoidalnego. Odnóża wszystkich par wykazują dymorfizm płciowy. U samców przednia para ma w pierwotnym planie budowy na goleniach poduszeczki zwane callum, według części autorów homologiczne z kilami na goleniach Carinitibiata. Odnóża środkowej i tylnej pary w pierwotnym planie budowy mają u samców natomiast sztywne i krótkie kolce zwane tumidotrichae, jednak zanikają one wtórnie u licznych grup. Z wyjątkiem kladu Neolamellida obie płcie mają golenie odnóży środkowej i tylnej pary asymetryczne w przekroju poprzecznym, określane jako plagiotibiae.
Odwłok u samic Exophytica nie jest tak gruby jak u Petalurida i nie zachowuje ściśle walcowatego kształtu, często będąc miejscami przewężonym lub przypłaszczonym. Charakterystyczną jego cechą jest uwstecznienie niektórych elementów, w tym wtórny zanik mięśni trzeciego, siódmego i ósmego, silna redukcja metagonapofiz oraz co najmniej lekka redukcja progonapofiz i mezogonapofiz. Wiąże się to ze stosowanym w tej grupie składaniem licznym, owalnych jaj w locie (owipozycja egzofityczna). Tak jak u Aeschnoptera w podstawowym planie budowy odwłok samca ma wtórny aparat kopulacyjny z ostatnim segmentem pęcherzyka nasiennego (vesicula spermalis) zaopatrzonym w parzyste flagellae. Trzeci segment pęcherzyka nasiennego odznacza się całkowicie zamkniętą bruzdą nasienną, przy czym cechę tę znaleźć można także u niektórych Petaluridae, Austropetaliida i Neoaeshnida.

### Larwa
Larwy mają wyraźną piramidkę analną utworzoną przez wydłużone, spiczasto zwieńczone przysadki odwłokowe, paraprokty i wyrostki epiproktów, co łączy je z innymi Neoanisoptera. Wraz z Aeschnoptera wyróżniają się na tle wszystkich innych ważek redukcją liczby fałdek przedżołądka z ośmiu do czterech. Charakteryzują się obecnością mięśnia poprzecznego nie tylko w szóstym, ale także w piątym i czwartym segmencie odwłoka, co ułatwia im poruszanie się napędem odrzutowym – dzięki gwałtownemu wypuszczaniu wody z komory rektalnej. Przynajmniej dwa pierwsze segmenty odwłoka mają uwstecznione płaty lub kolce boczne. W grupie tej wstępuje również przystosowanie do przekopywania podłoża w formie wydłużonej płytki czołowej.

## Taksonomia
Takson ten wprowadzony został w 1996 roku przez Güntera Bechly’ego. W pracy Hansa Lohmanna z tego samego roku analogiczny doń takson nazwany został Exophyticata. Zalicza się do niego wszystkie ważki różnoskrzydłe z wyjątkiem Petalurida i Aeschnoptera (te ostatnie tworzą wraz z nim Euanisoptera).Filogenetyczna systematyka Euanisoptera według pracy Bechly’ego z 2007 roku, do rangi rodziny z pominięciem podziału Valvulida przedstawia się następująco:
- Cavilabiata
  - Cordulegastrida
    - Zoraenidae
    - Cordulegastridae – szklarnikowate

  - Cristotibiata
    - Neopetaliidae
    - Brachystigmata
      - †Nannogomphidae
      - Eubrachystigmata
        - †Hemeroscopidae
        - Neobrachystigmata
          - Chlorogomphida
            - †Araripechlorogomphidae
            - Chlorogomphoidea
              - Chloropetaliidae
              - Chlorogomphidae

          - Paneurypalpidomorpha
            - †Juracorduliidae
              - Eurypalpidomorpha
                - †Valdicordulioidea
                  - †Valdicorduliidae
                  - †Araripephlebiidae

                - Eurypalpidiformia
                  - †Eocorduliidae
                  - Paneurypalpida
                    - †Araripelibellulidae
                      - Eurypalpida
                        - Synthemistidae
                        - Neolamellida
                          - Gomphomacromiidae
                          - Valvulida
- Gomphides
  - †Araripegomphidae
  - Progomphidae
  - Desmoproctida
    - Lindeniidae
    - Oligophlebiata
      - Hagenioidea
        - †Proterogomphidae
        - Hageniidae

      - Brevicubitalia
        - Zonophoridae
        - Gomphida
          - Epigomphidae
          - Gomphidae – gadziogłówkowate